# Francky Vincent
Pour les articles homonymes, voir Frank Vincent (homonymie) et Vincent.
Francky Vincent, de son vrai nom Franck Joseph Vincent, né le 18 avril 1956 à Pointe-à-Pitre, est un producteur de musique et auteur-compositeur-interprète français.
Interprète de plus de 170 chansons, il est également manager de zouk, acteur et éditeur. Interprète de plusieurs tubes depuis les années 1990 (Fruit de la passion et Alice ça glisse en 1991 ou encore Tu veux mon zizi en 2004), connu pour son répertoire comique et volontiers grivois, il est l'un des chanteurs antillais les plus célèbres en métropole où il a vendu environ 3 millions d'albums.
Il est nommé chevalier des Arts et des Lettres le 17 octobre 2022.

## Biographie

### Débuts
Franck Joseph Vincent Lacroix, alias Francky Vincent, naît en Guadeloupe au sein d'une famille modeste. Après une jeunesse difficile dans les quartiers populaires de sa ville natale, il abandonne ses études à deux mois du baccalauréat pour occuper un poste d'agent aux écritures au service immatriculation de la sécurité sociale de Pointe-à-Pitre, d'où il est licencié au bout de six mois.[réf. nécessaire]
Parallèlement, il intègre en 1974 un petit groupe de la banlieue pointoise appelé Tabou no 2 en tant que percussionniste et sillonne la Guadeloupe avec ses acolytes pour animer les mariages et les bals populaires. Le groupe sort deux albums, Ambitions et Ti Paulette, au sein des labels Debs music et 3A productions.
En 1976, il part faire son service militaire en Guyane et ne rentre que l'année suivante où il devient responsable d'un magasin de pièces détachées pour l'aviation légère au Raizet. Il décide de remonter le groupe Tabou no 2 qui ressort un troisième album en 1978, Retour en force.

### La carrière en solo
Finalement, il décide de faire cavalier seul en 1980 en abandonnant Tabou no 2 pour écrire et composer lui-même des chansons grivoises. Son premier album solo, vendu sous le manteau, s'écoule à 50 000 exemplaires.
Dès les années 1980, il est connu de la communauté antillaise, vivant à Paris ou dans les Caraïbes, sous les surnoms de « Docteur Porno », « le Zoukeur X » ou encore « Francky Malélivé ». Malgré une interdiction d'antenne en Guadeloupe (qui est finalement pour lui une très bonne publicité), il perdure et plaît aux touristes puis au niveau national.

### Les succès en France métropolitaine et dans le monde
En 1990, il décide de devenir son propre producteur et monte Francky Vincent productions. Il se met à chanter davantage en français afin d’interpeller les Majors et de se développer au niveau national. Ainsi, l'année suivante, son album Alice ça glisse fait un carton aux Antilles et se vend à plus de 70 000 exemplaires. Il se produit alors pour la première fois sur la scène de l'Olympia parisien. Mais, constatant que les maisons de disques ne s'intéressent toujours pas à lui, il s'installe à Paris en février 1992.[réf. nécessaire]
Il signe deux ans plus tard un contrat de licence avec Arcade (aujourd'hui Wagram Music) et sort la compilation Fruit de la passion (vas-y Francky c'est bon) qui est un énorme succès. Le titre-phare est le tube de l'été, et l'album rassemble de nombreux succès comme Alice ça glisse, Le Tourment d'amour, Viens dans mon duplex. Ses tubes sont diffusés sur les ondes et dans les boîtes de nuit. Le disque se classe 17e au Top albums Ifop/Snep, reste classé 29 semaines et se vend à plus de 500 000 exemplaires, Francky est invité sur les plateaux de télévision française par Michel Drucker, Jean-Pierre Foucault et les autres, il se produit encore à l'Olympia et entame des tournées ; l'album est double disque d'or puis disque de platine ; le succès de Francky Vincent est international, la célèbre chanson est à la tête des hits en Amérique du Sud (plusieurs mois no 1 en Colombie et en Argentine).
En 1996, son album Le Tombeur, peu médiatisé, se classe 40e, reste deux semaines au Top albums Ifop/Snep, et devient rapidement disque d'or. Le succès continue avec À la folie en 1999, qui inclut la reprise du titre de Kassav Zouk-la sé sèl médikaman nou ni et la chanson Chanteur de Zouk Love, dédicacée aux chanteurs de zouk love.
Les paroles des chansons de Francky Vincent tournent fréquemment autour du sexe : du fait de son répertoire paillard, il est associé à un registre de « zouk grivois ». Il en retire même, avec le temps, une étiquette de « roi des beaufs », qu'il assume totalement mais dont il regrette qu'elle lui vaille d'être « snobé » par les maisons de disques et les labels.

### La traversée du désert
Après une période de succès commerciaux dans les années 1990, Francky Vincent a moins la faveur du public pendant la décennie suivante.
En 2003, le chanteur connaît en outre des démêlés avec la justice : il monte un restaurant à Thiais, en région parisienne, le Francky Vincent Café, mais le ferme au bout de six mois, sans prévenir aucun de ses employés qui se retournent contre lui et l'attaquent en justice et dans les médias. Il décide alors de quitter Paris et de s'installer avec sa dernière femme, Sandrine, à Brevans. Dans un album sorti en 2004, Ça va chauffer, il revient sur cette affaire dans la chanson Droit de réponse. Passé inaperçu lors de sa sortie, en raison de l'échec commercial de l'album, le titre connaît une nouvelle vie quelques années plus tard lors de sa publication sur YouTube, où il suscite un buzz en raison de son texte « surréaliste ». En effet, dans cette chanson au rythme de zouk enjoué, Francky Vincent injurie ses anciens salariés — qualifiés de « bande de malpropres » et de « bande de connards de merde à la con » — en annonçant dès le début : « Bande d'enfoirés si vous trouvez du boulot, n'écrivez pas dans votre CV de merde que vous avez travaillé chez Francky ! »,.
Il apparaît dans le clip de Krys, Caroline, où il joue le père possessif.

### Le retour
En mars 2009, Francky Vincent signe un contrat avec Universal Music. Il sort un single, Tu veux mon zizi, qui entre dans les charts en se plaçant en 6e place et en restant ainsi vingt-neuf semaines dans le classement. Au mois de juillet 2009, il sort une double compilation appelée Mon fest'of. Ainsi, il réapparaît dans le paysage médiatique et « cartonne » à nouveau puisque la compilation Mon fest'of est disque d'or en avril 2010 avec 60 000 exemplaires vendus.
Le 14 juin 2010, son nouveau tube, Moi j'aime scier, une reprise du titre des Village People YMCA, clôturant symboliquement la fin de l'aventure de Francky dans le jeu télévisé de La Ferme Célébrités en Afrique . Le CD officiel sort quelques jours plus tard, le 5 juillet, et fait la deuxième meilleure entrée en se classant en 19e position des meilleures ventes de singles en France.
Le 8 octobre 2011, il participe à la Grande Nuit de l'Outre-Mer au palais omnisports de Paris-Bercy et interprète ses trois titres-phares devant 16 000 personnes : Fruit de la passion, Alice ça glisse et Le Tourment d'amour.
Après avoir connu une déception à la sortie de son album Couleur Francky en 2014 (album de reprises) vendu à moins de 5 000 exemplaires, il publie en juin 2015 aux éditions Vents Salés, à l'occasion de ses 40 ans de carrière, son premier livre, une autobiographie intitulée Ma fesse cachée.
Le 9 décembre 2017 à Gaujac, pour le grand show du Téléthon il interprète son nouveau titre Irma, sur scène, (titre écrit pour les sinistrés de l'ouragan Irma) accompagné de nombreux artistes Sébastien Laussier, Geoffrey Not.
En 2018, il travaille avec l'artiste Eve Angeli sur un album de reprises Le Binôme Du Siècle, comprenant notamment celles de Johnny Hallyday, France Gall, Zouk Machine, mais aussi des anciens titres d'Eve comme Avant De Partir ou encore Elle et sort tout d'abord un premier duo : T'es chiant(e).
En 2021, il est de retour avec le single Éteins la lumière avec le rappeur Alkpote.

### Plainte en diffamation
Le 6 décembre 2022, Francky Vincent est invité, juste après sa nomination comme chevalier des Arts et des Lettres, dans l'émission TPMP, où le chroniqueur Gilles Verdez lui reproche d'avoir « été chez Dieudonné au bal de la quenelle en 2020 » et lui demande « est-ce que vous cautionnez l’antisémitisme de Dieudonné ? ». L'artiste répond qu'il ne « cautionne rien du tout » et « s'arrête à l’homme » qui « fait rire et cela ne va pas plus loin ». Le lendemain un autre chroniqueur de l'émission, Matthieu Delormeau tweete « Ne pas condamner l’antisémitisme, c’est être antisémite ». Hubert Drevet, l'avocat de l'artiste, estime que son client est tombé dans un « guet-apens » et dépose une plainte en diffamation,. Quelques semaines après, il réaffirme ne pas être antisémite ou raciste comme déjà précisé sur le plateau de Cyril Hanouna.

## Discographie

### Albums
- 1975 : Ambition - avec Tabou no 2
- 1976 : Ti Paulette - avec Tabou no 2
- 1978 : Retour en force - avec Tabou no 2
- 1979 : L'âme de Tabou no 2 - avec les Vikings de la Guadeloupe
- 1980 : Franky[1] Vincent - (Doc Porno) avec les Vikings de la Guadeloupe
- 1981 : Viking's Production présente Labja and C° International
- 1981 : Comme Franky[1] (voyé dlo') - avec Malanga
- 1982 : Papa Gâteau - avec Malanga [1],[18]
- 1983 : Qui m'aime me suive - Doc Porno - avec Kassav'
- 1984 : Francky Vincent - avec Kassav' (9e album)
- 1985 : Le lolo
- 1986 : Pina Colada
- 1987 : Positif
- 1988 : Manzé Lola
- 1989 : 15 ans déjà... (putain !)
- 1990 : Manzé Zaza
- 1991 : Alice ça glisse
- 1993 : Nigivir
- 1996 : Le Tombeur
- 1999 : À la folie
- 2004 : Ça va chauffer !
- 2012 : Mathis métis
- 2014 : Couleur Francky (album de reprises)
- 2018 : Le Binôme du Siècle (album avec Ève Angeli)

### Compilations
- 1992 : Les Meilleurs Succès de Franky[1] Vincent
- 1992 : Coquinement Zouk
- 1994 : Fruit de la passion (vas-y Francky c'est bon)
- 1995 : The very best of
- 1995 : Francky Vincent (Aka Manman)
- 1996 : Les Inoubliables
- 1997 : Best of (vol. 1)
- 1997 : Best of (vol. 2)
- 1997 : Les Titres les plus coquins de Francky
- 1997 : Zouk là - compilation instrumentale
- 1998 : Faites la fête avec Francky Vincent
- 1999 : Collection Légende : Francky Vincent
- 2001 : Francky Vincent réchauffe l'hiver
- 2002 : Complètement Francky
- 2009 : Mon fest'of
- 2012 : HitBox 3 CD
- 2013 : Best of

### Singles, 33 tours et maxi 45 tours
- 1978 : La Braguette d'or - maxi 45 tours
- 1980 : The Big Single - maxi 45 tours
- 1985 : Le Lolo - 33 tours
- 1992 : Fruit de la passion (Vas-y Francky c'est bon) - maxi 45 tours
- 1994 : Fruit de la passion (Vas-y Francky c'est bon) - CD single
- 1995 : Alice ça glisse - maxi 45 tours
- 1995 : Alice ça glisse - CD single
- 1995 : Fruit de la passion (Vas-y Francky c'est bon)-Remix club 95 - maxi 45 tours
- 1996 : Le Tourment d'amour - CD single
- 1997 : Le Tombeur - CD single
- 1997 : Le Tombeur - maxi 45 tours
- 1998 : Ça zigounette ! - CD single
- 1998 : Ça zigounette ! - maxi 45 tours
- 1999 : À la folie - CD single
- 1999 : À la folie - maxi 45 tours
- 1999 : Tu pues du cul - CD single
- 1999 : Belle - CD single
- 2001 : À la folie (nouvelle version) - CD single
- 2002 : Kay lay lay - maxi CD
- 2003 : Retourne-toi - CD single
- 2009 : Tu veux mon zizi - CD single
- 2009 : Francky Megamix - CD single
- 2010 : Moi j'aime scier - CD single
- 2012 : Ma cousine
- 2013 : Vas-y Francky c'est bon (Nouvelle génération)
- 2013 : Vas-y Francky c'est bon (Nouvelle génération) (Tropik House Remix)
- 2014 : Ya ka dansé
- 2015 : Banana & Punta Cana (Francky Vincent, Passi, Mokobé, Aynell)
- 2015 : Ta touffe m'étouffe
- 2016 : Tonfacebook
- 2017 : La chatte à la voisine
- 2018 : T'es chiante (feat Ève Angeli)
- 2019 : L'été sera chaud (feat Mariah Appavoo)
- 2021 : Éteins la lumière (feat Alkpote)
- 2023 : Chérie oh! (feat A-Connection et RG Lova)
- 2024 : Faut l'emballer

### Clips
- 1986 : Don't look back
- 1987 : Ma chère voisine
- 1989 : Aka maman
- 1989 : Te fais pas de bile
- 1991 : Fruit de la passion
- 1991 : Alice ça glisse
- 1991 : Faut pas divorcer
- 1994 : Fruit de la passion
- 1995 : Alice ça glisse
- 1996 : Le Tombeur
- 1999 : À la folie
- 1999 : Chanteur de Zouk Love
- 2009 : Tu veux mon zizi
- 2012 : Mathis métis
- 2012 : Ma cousine
- 2013 : Vas-y Francky c'est bon (Nouvelle génération)
- 2014 : Ya ka dansé
- 2017 : T'es chiant(e) (feat. Ève Angeli)
- 2022 : Éteins la lumière (feat. Alkpote)

### Artistes produits par Francky Vincent
- 1991 : les Francky'nettes : Aiya[19]
- 1993 : Houria : T'es chiant comme mec[19]
- 1998 : Exotik girls : 15 tubes de la chanson française version zouk[19]
- 1999 : Jocelyne Labylle pour le titre T’es chiant(e) extrait de l’album À la folie
- 1999 : Jacques d'Arbaud pour le titre Belle extrait de l’album À la folie
- 1999 : Thierry Cham pour le titre Belle extrait de l’album À la folie

## Participations musicales et télévisées
- 1992 : participe à la chanson Omaj o kuitzinyè sur l'album de Luc Léandry, Au top niveau
- 1993 : participe au clip de la chanson T'es chiant comme mec, extraite de l'album du même titre d'Houria.
- 2000 : participe à la chanson Nouveau Monde sur la compilation du même nom, dont les fonds furent versés à l'Unicef
- 2002 : participe à la chanson Lévé dansé sur la compilation réalisée par Georgie Jacquet, Expression Compas
- 2003 : participe à la chanson Je m'Édith sur le maxi single homonyme réalisé par Ronald Rubinel en hommage à Édith Lefel
- 2005 : participe au tournage d'un épisode intitulé L'Entreprise, de la sitcom Le Troquet, réalisé par Dry et Olivier Vidal
- 2006 : participe au clip de la chanson Caroline, extraite de l'album K-rysmatik de Krys
- 2010 : candidat dans l'émission de téléréalité de TF1 La Ferme Célébrités en Afrique, au sein de laquelle il reste sept semaines sur un total de 10 semaines
- 2012 : interprète une reprise de Sea, Sex and Sun de Serge Gainsbourg en version zouk électro puis zouk love sur le double album réalisé par Jacob Desvarieux Zouk Electro
- 2018 : invité à un mariage dans l'émission Quatre mariages pour une lune de miel sur TF1[20]

### Publication
- Francky Vincent, Ma fesse cachée, Vents salés, 2015, 404 p. (ISBN 978-2-35452-118-9)

## Distinctions
- Or pour l'album Fruit de la passion
- 2 × Or pour l'album Fruit de la passion
- Platine pour l'album Fruit de la passion
- Or pour l'album Le tombeur
- Chevalier de l'ordre des Arts et des Lettres (17 octobre 2022)[21].